# Lewis (Iowa)
Pour les articles homonymes, voir Lewis.
Lewis est une ville du comté de Carroll, en Iowa, aux États-Unis. Elle est incorporée le 14 mai 1874. 

## Source de la traduction
- (en) Cet article est partiellement ou en totalité issu de l’article de Wikipédia en anglais intitulé « Lewis, Iowa » (voir la liste des auteurs).